# ماريانو أكوستا (مقاطعة بوينس آيرس)
ماريانو أكوستا (بالإسبانية: Mariano Acosta, Buenos Aires Province)‏ هي منطقة سكنية تقع في الأرجنتين في Merlo Partido. يقدر عدد سكانها بـ 54,081 نسمة وترتفع عن سطح البحر 22 متر.